# Echala Koppa, Hosanagara
Echala Koppa là một làng thuộc tehsil Hosanagara, huyện Shimoga, bang Karnataka, Ấn Độ.